# Lindsley Foote Hall
Lindsay Foote Hall (Portland, 21 dicembre 1883 – 4 febbraio 1969) è stato un disegnatore statunitense, proveniente dal MIT (Massachusetts Institute of Technology) di Boston lavorò nella Egyptian Expedition del Metropolitan Museum of Art fin dal 1913.

## Biografia
"Prestato", nel novembre 1922 alla spedizione Carter-Carnarvon in occasione della scoperta della tomba di Tutankhamon (sigla KV62 nella Valle dei Re), lavorò con Walter Hauser nella trasposizione in scala degli ambienti tombali e delle suppellettili funerarie. A causa del pessimo carattere di Carter, lasciò la spedizione dopo aver ultimato le attività di rilievo della sola anticamera.